# Hawi (película)
Hawi es una película de cine independiente coproducción de Egipto y Catar del año 2010 dirigida por Ibrahim El-Batout sobre su propio guion. Hawi tiene en idioma árabe el significado de "mago" o "malabarista".
Hacia el inicio del filme aparecen miembros de la banda de música Massar Egbari refunfuñando por la falta de compromiso hacia su arte y casi 90 minutos más tarde, se los muestra trabajando en la canción del título, cuyas letras, tales como, "aprendí a extraer un pedazo de pan de las costillas de la pobreza", que se refieren a todos aquellos que han aprendido a librar sus batallas invisibles para mantener la dignidad, tratan de ligar las luchas de los personajes con la pobreza espiritual y económica.

## Sinopsis
Youssef, Ibrahim y Fadi han estado 20 años juntos en la misma cárcel. Acaban de liberar a Youssef para que encuentre documentos confidenciales. Después de 20 años, Ibrahim quiere volver a ver a su hija, que ensaya con el músico Fady, el tercer preso. Además de estos tres hombres, en Hawi también conoceremos a un viejo jinete que quiere curar a su amado caballo y a un presentador de televisión que necesita un invitado para su programa. Todos buscan algo o a alguien en este retrato caleidoscópico de la soledad y la desesperación en el Egipto actual.

## Comentario
Jay Weissberg en Variety dijo que el filme "ofrece una inusual mirada de Alejandría que, como en películas anteriores como Ojo del Sol, privilegia el estado de ánimo por sobre la construcción narrativa, por lo que mientras los temas son evidentes, la imagen es débil respecto de la conexión de sus personajes". Recuerda que ek director "tiene una propensión casi religiosa en filmar sin limitaciones y con los presupuestos prácticamente inexistentes, consiguiendo que el elenco y los demá participantes, en gran parte no profesionales, trabajen sin guiones fijos, con el resultado remanente como única promesa de pago. Es, sin duda, un trabajo de amor, profundamente sentido, y El Batout actúa como escritor, conductor y uno de los protagonistas". 
Opina, finalmente, que "la visión de El Batout de Alejandría es fascinante, a kilómetros de las soleadas o elegantes imágenes costeras que suelen verse en esta ciudad más occidental de Egipto. En su lugar, la mayoría de la película, especialmente la primera mitad, está filmada sin brillo, sin pulir, y la calidad del sonido desigual.
Este filme “es de ese genuino cine independiente –hecho con recursos modestos pero con profundos profesionalismo y pasión- que no solamente alcanza el estándar internacional sino que puede competir mundialmente sin temor con el realizado con fabulosos presupuestos”.

## Distinciones y premios premios
La película fue beneficiada con el fondo postproducción Hubert Bals del Festival Internacional de Cine de Róterdam de 2010 y era la primera de su país en su categoría en recibirlo. En la segunda edición del Festival de Cine Tribeca de Doha el filme Hawi fue el único de Egipto que entró en la Competencia del Cine Árabe y uno de los 4 que se estrenaban mundialmente; por el filme Hawi, Ibrahim El-Batout ganó el premio al mejor director en la Compeyncia de Cine Árabe.
Hawi fue nominada en el Festival de Cine de Taormina de 2011 al Premio Toro de Oro. *«Hawi». Consultado el 23 de septiembre de 2017.
- Dubái 2010
- Mención especial. Festival de Cine Africano de Tarifa 2011.